# Isochromodes vestigiata
Isochromodes vestigiata là một loài bướm đêm trong họ Geometridae.